# Pré-Saint-Didier
Pré-Saint-Didier (pron. fr. AFI: [pʁe sɛ̃ didje]  - Pré-Sèn-Lédjé in patois valdostano) è un comune italiano di 958 abitanti della Valle d'Aosta nordoccidentale, famoso principalmente per le sue terme e per l'orrido di Verney.

## Geografia fisica

### Territorio

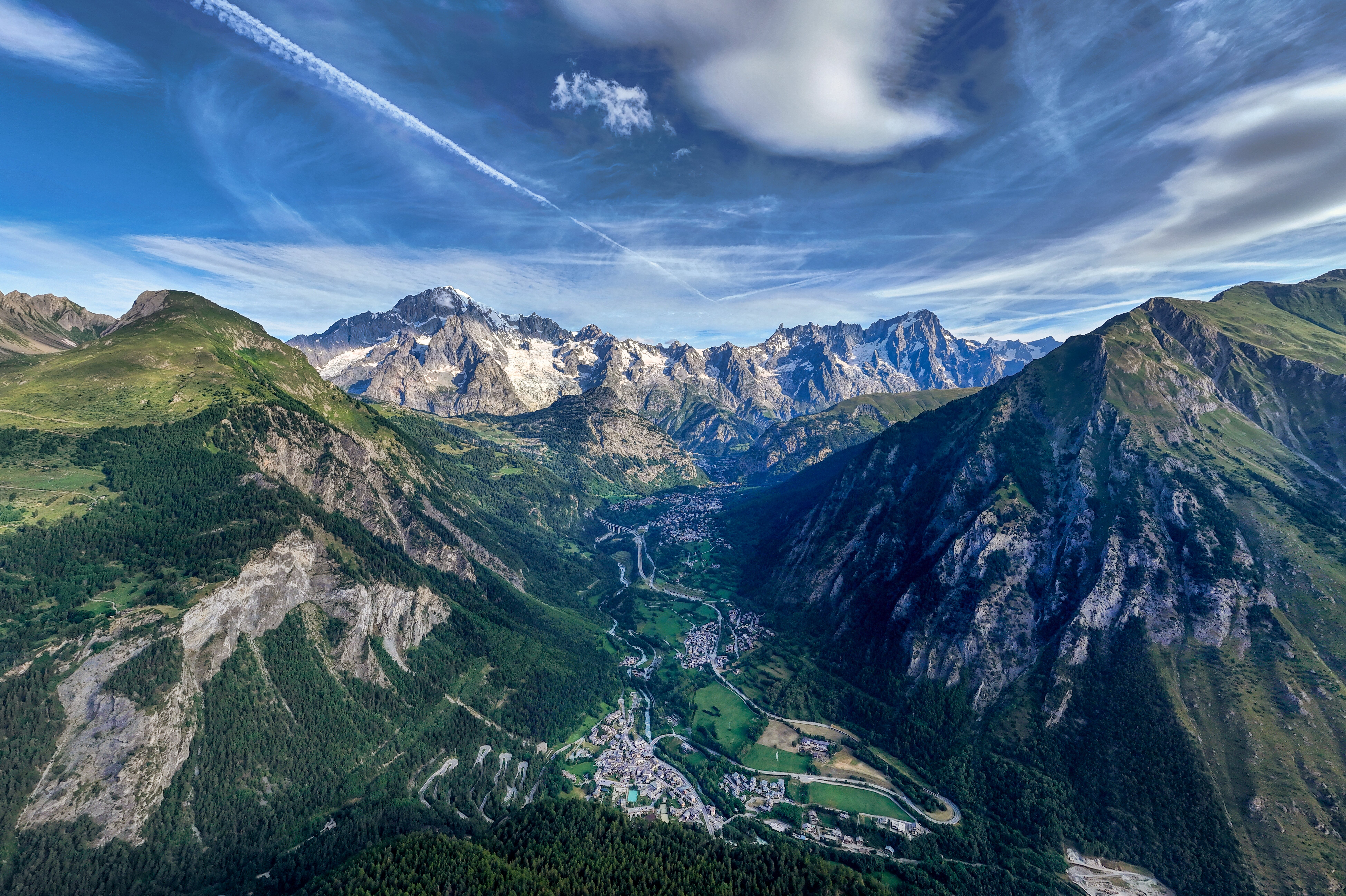
Vista del Monte Bianco e dell'alta Valdigne.

Pré-Saint-Didier si trova nella Valdigne, l'alta valle della Dora Baltea. Il suo territorio si estende ai piedi dell'orrido di Verney (in francese, Gouffre du Verney), è attraversato dal torrente Dora di Verney, all'imboccatura del vallone di La Thuile.
- Classificazione sismica: zona 3 (sismicità bassa)[5]

### Clima
Il clima è prevalentemente alpino, con estati brevi e fresche e inverni rigidi e nevosi.

## Storia

### Etimologia
L'etimologia del nome fu indagata dall'abbé Henry, che nella sua opera Histoire de la Vallée d'Aoste narrò la leggenda secondo cui Saint Didier (Desiderio) fu un prete fuggito da Lione nel 202 a causa della persecuzione dei cristiani nell'Impero romano. Egli era solito recarsi a pregare sul pianoro sovrastante il borgo, da qui il nome Pré-Saint-Didier, cioè "prato del Santo Didier".

### Epoca romana
Precedentemente occupata dai Salassi, in epoca romana da Pré-Saint-Didier passava la via delle Gallie. Già in epoca romana, in cui Pré-Saint-Didier era definito con il toponimo Aræbrigium, le fonti calde della zona erano conosciute, ma il loro sfruttamento ebbe inizio alla metà del Seicento.

### Epoca contemporanea
Il comune assunse il nome di Pré-Saint-Didier-les-Bains durante il Regno di Sardegna, in ragione della realizzazione dello storico stabilimento termale, che risale al 1834. Nel 1888 venne realizzato l'edificio che ospitava il casinò.
Per oltre 150 anni, le terme furono frequentate dai membri di Casa Savoia.
Dal 1939 al 1946, il toponimo di Pré-Saint-Didier fu italianizzato in San Desiderio Terme. È in questo periodo che per esigenze belliche venne costruito lo sbarramento di San Desiderio Terme, parte del Vallo Alpino Occidentale. Il toponimo attuale fu ristabilito nel 1946.
La riapertura delle terme negli anni 2000 ha dato un importante rilancio alla presenza turistica nel comune e all'economia locale.

### Simboli
Lo stemma comunale e il gonfalone sono stati concessi con decreto del presidente della Repubblica del 16 febbraio 1999.
Il gonfalone è un drappo partito di bianco e di rosso.

## Monumenti e luoghi d'interesse

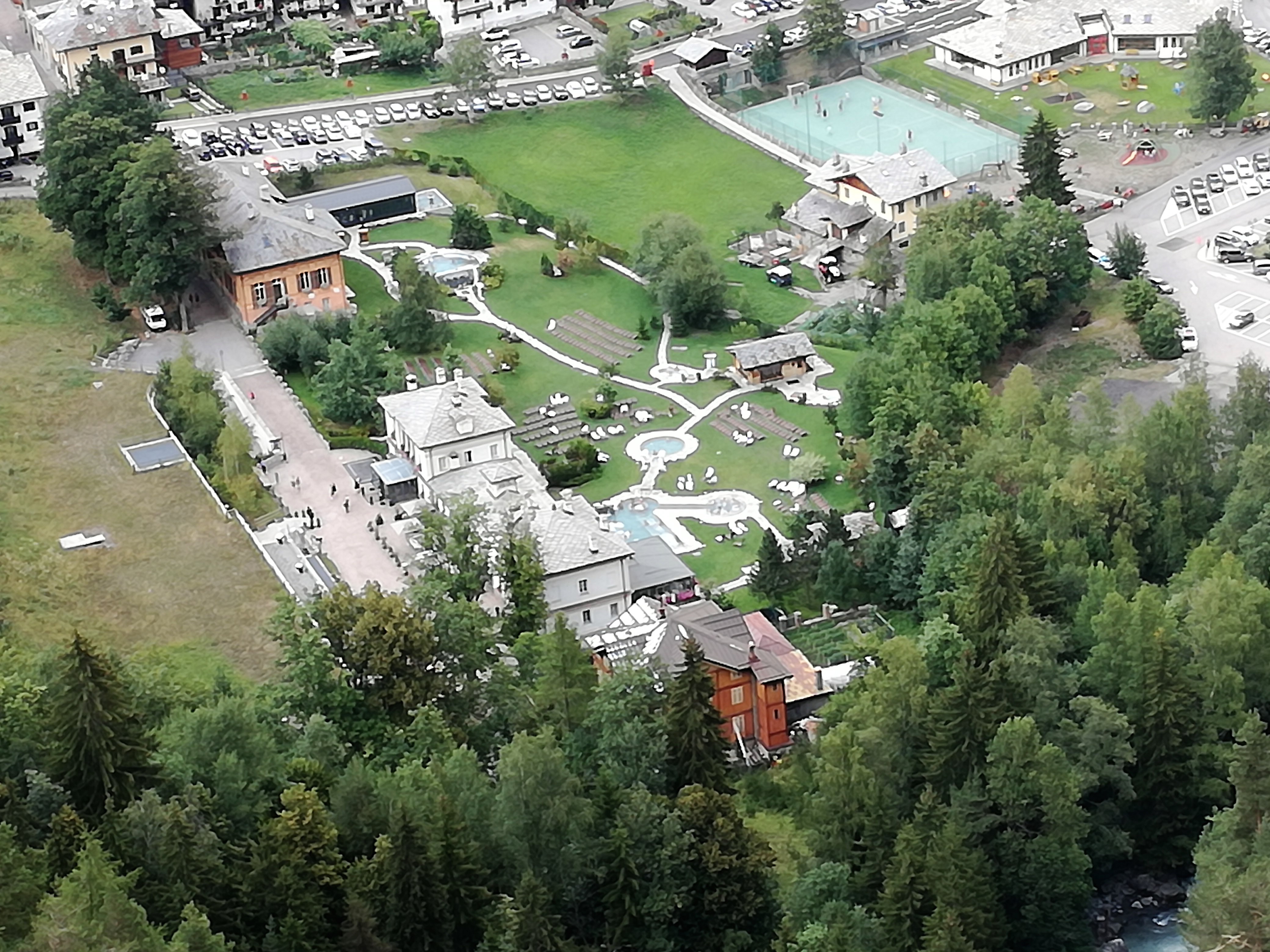
Veduta del centro termale dalla passerella sull'orrido

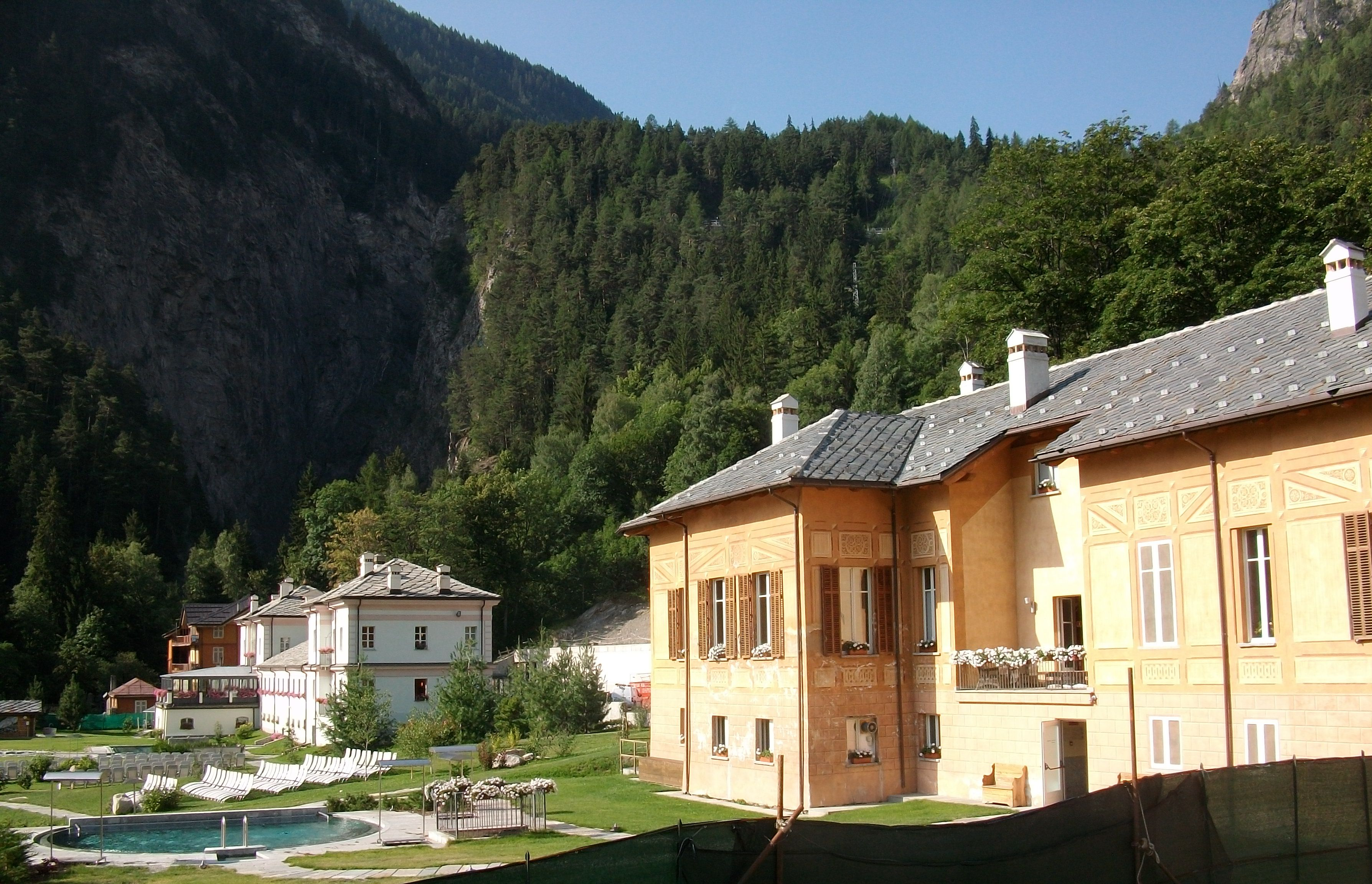
Il centro termale con in primo piano l'Ancien Casinò

- La chiesa parrocchiale dedicata a san Lorenzo,col suo campanile dell'XI secolo. Ha una pianta a croce latina e una sola navata che si compone di tre campate a vela. L'attuale aspetto della chiesa risale alle due principali ristrutturazioni del XV secolo e poi del 1891, quando venne ampliata. La chiesa custodisce degli altari in legno intagliato del XVII secolo, tra cui uno dorato, il maggiore, decorato con dipinti della Madonna, di San Lorenzo e Sant'Amante;
- Le Terme di Pré-Saint-Didier, lungo la Dora di Verney;
- L'orrido di Verney (in francese, Gouffre de Verney): è una cascata racchiusa da imponenti pareti rocciose pressoché verticali, strette e anguste. Ha origine dalle incisioni postglaciali operate dalle acque della Dora di Verney, provenienti dal vallone di La Thuile. Sull'orrido è stata costruita una passerella sospesa nel vuoto raggiungibile tramite un sentiero[10]: inaugurata nella primavera del 2014.[11];
- Il Grand bâtiment, in località Verrand, con le sue finestre gotiche, è un'antica casa detta anche Castello di Verrand;
- Lo sbarramento di San Desiderio Terme, opere difensive del Vallo Alpino.[12]

## Società

### Evoluzione demografica
Abitanti censiti

### Etnie e minoranze straniere
Al 1º gennaio 2023 gli stranieri residenti nel comune sono 74.
| Pos. | Cittadinanza | Popolazione |
| ---- | ------------ | ----------- |
| 1    | Marocco      | 18          |
| 2    | Romania      | 17          |
| 3    | Francia      | 5           |
| 4    | Russia       | 5           |
| 5    | Cina         | 4           |
| 6    | Cuba         | 3           |
| 7    | Polonia      | 3           |
| 8    | Ecuador      | 2           |
| 9    | Spagna       | 2           |
| 10   | Svizzera     | 2           |
| 11   | Ucraina      | 2           |
| 12   | Albania      | 1           |
| 13   | Armenia      | 1           |
| 14   | Danimarca    | 1           |
| 15   | Giappone     | 1           |
| 16   | Guinea       | 1           |
| 17   | Madagascar   | 1           |
| 18   | Nigeria      | 1           |
| 19   | Perù         | 1           |
| 20   | Turchia      | 1           |
| 21   | Serbia       | 1           |

### Lingue e dialetti
Come nel resto della regione, anche in questo comune è diffuso il patois valdostano.

## Cultura

### Biblioteche
In Avenue du Mont-Blanc 17 ha sede la biblioteca comunale.

### Eventi
- Ogni anno il 30 dicembre, la Foire des glaciers (che significa, in italiano, Fiera dei ghiacciai), mostra-mercato dell'artigianato valdostano[15].

## Galleria d'immagini

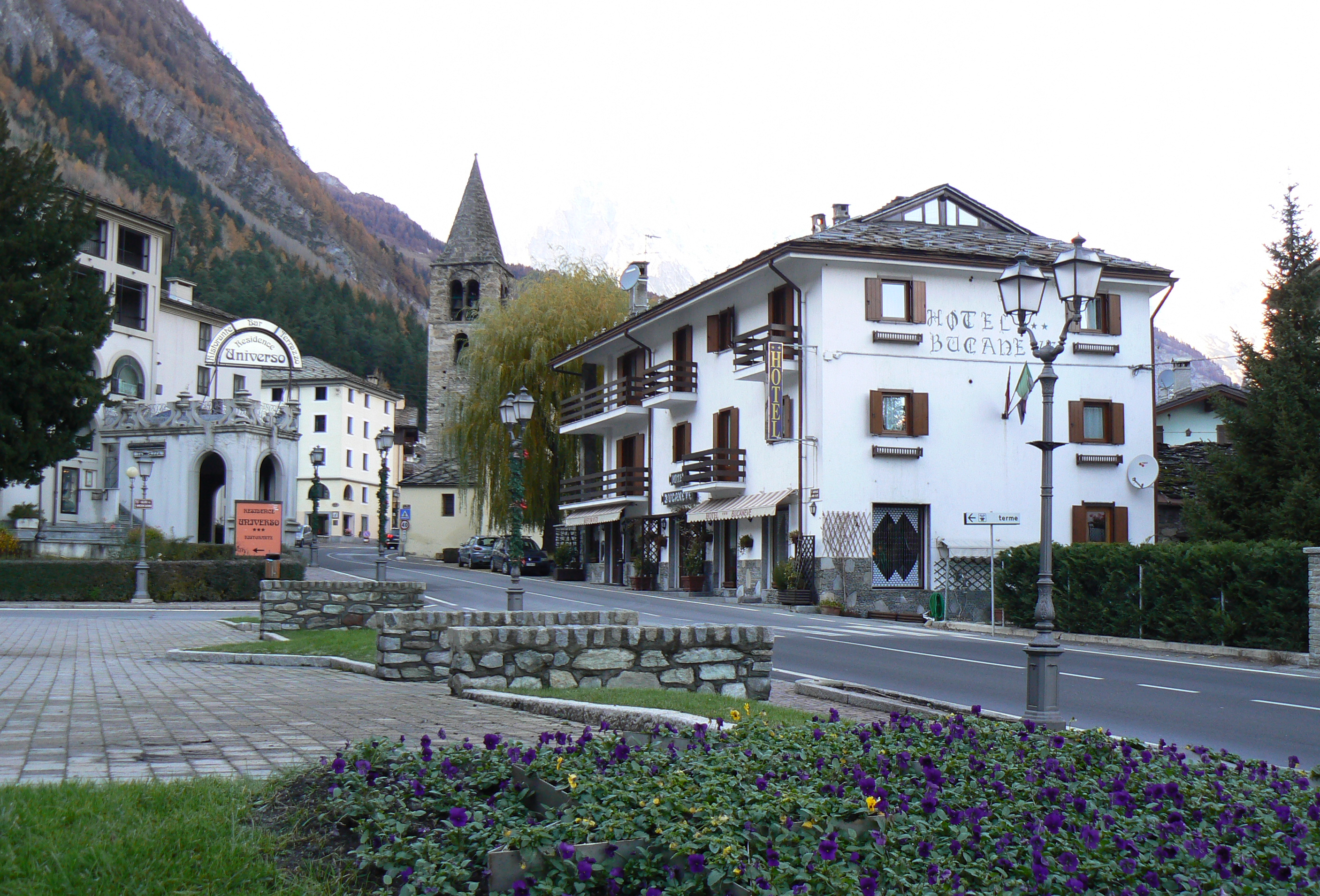
Avenue du Mont-Blanc.
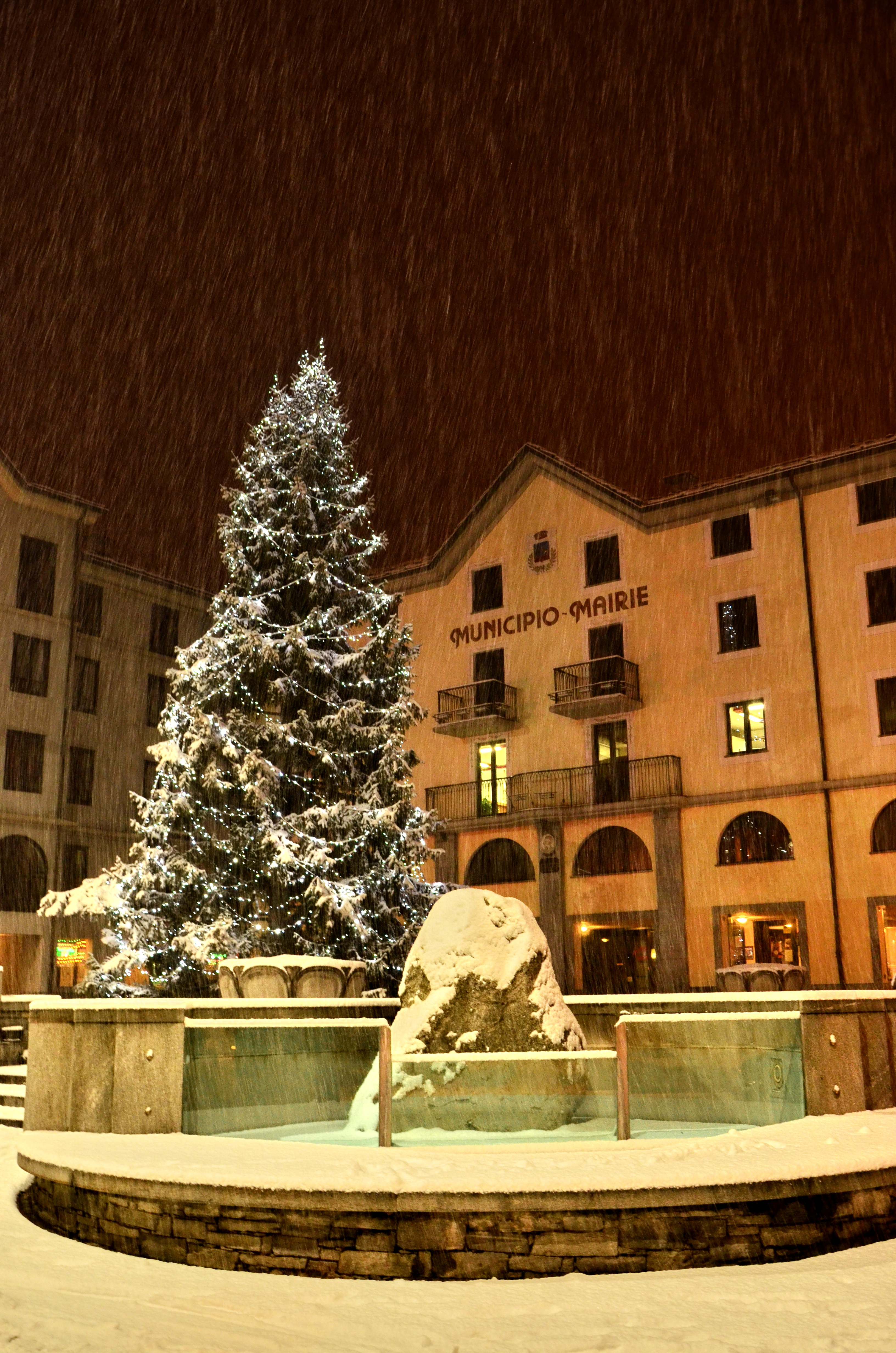
Il municipio nel periodo natalizio.
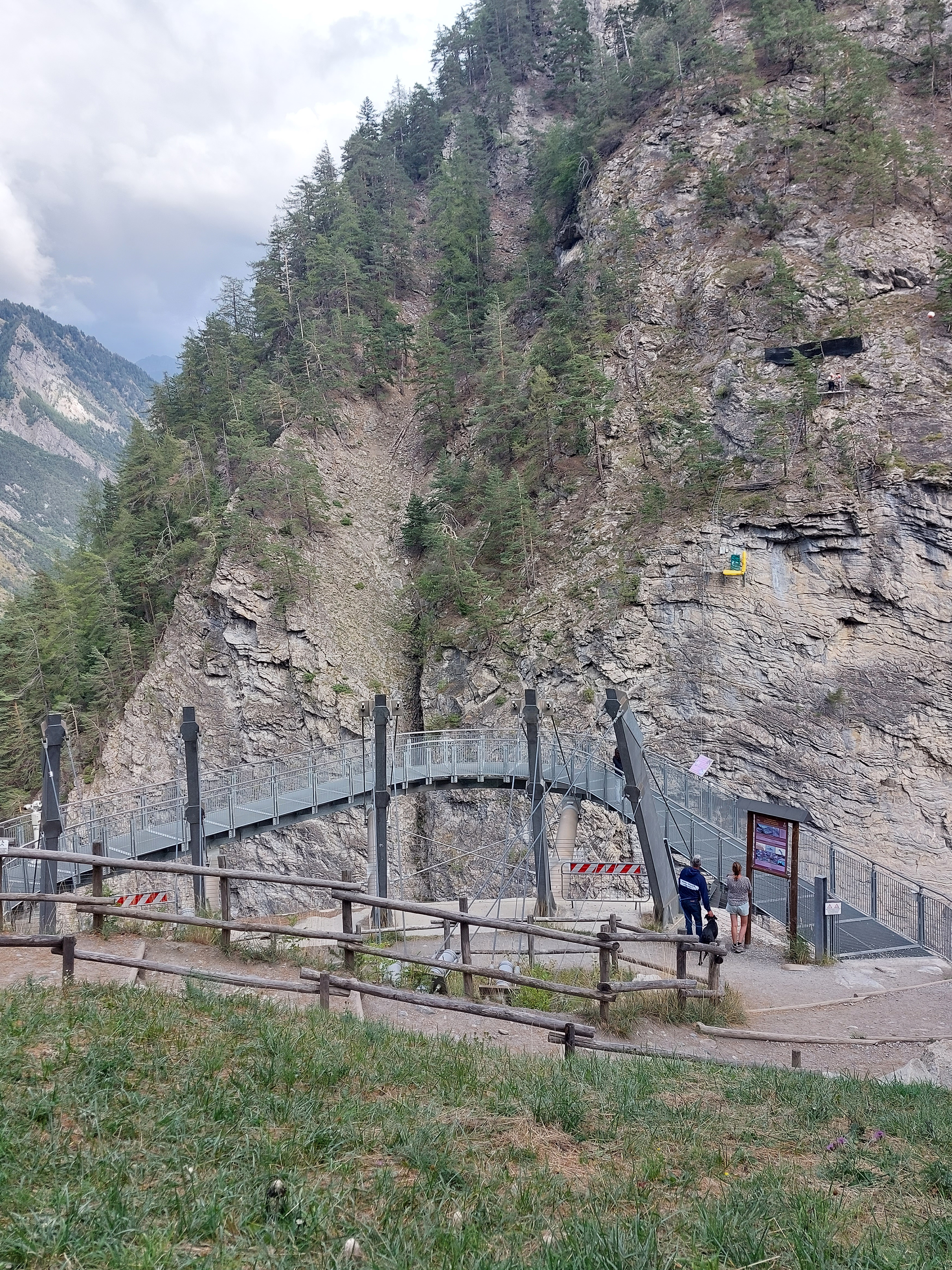
La passerella sull'orrido.
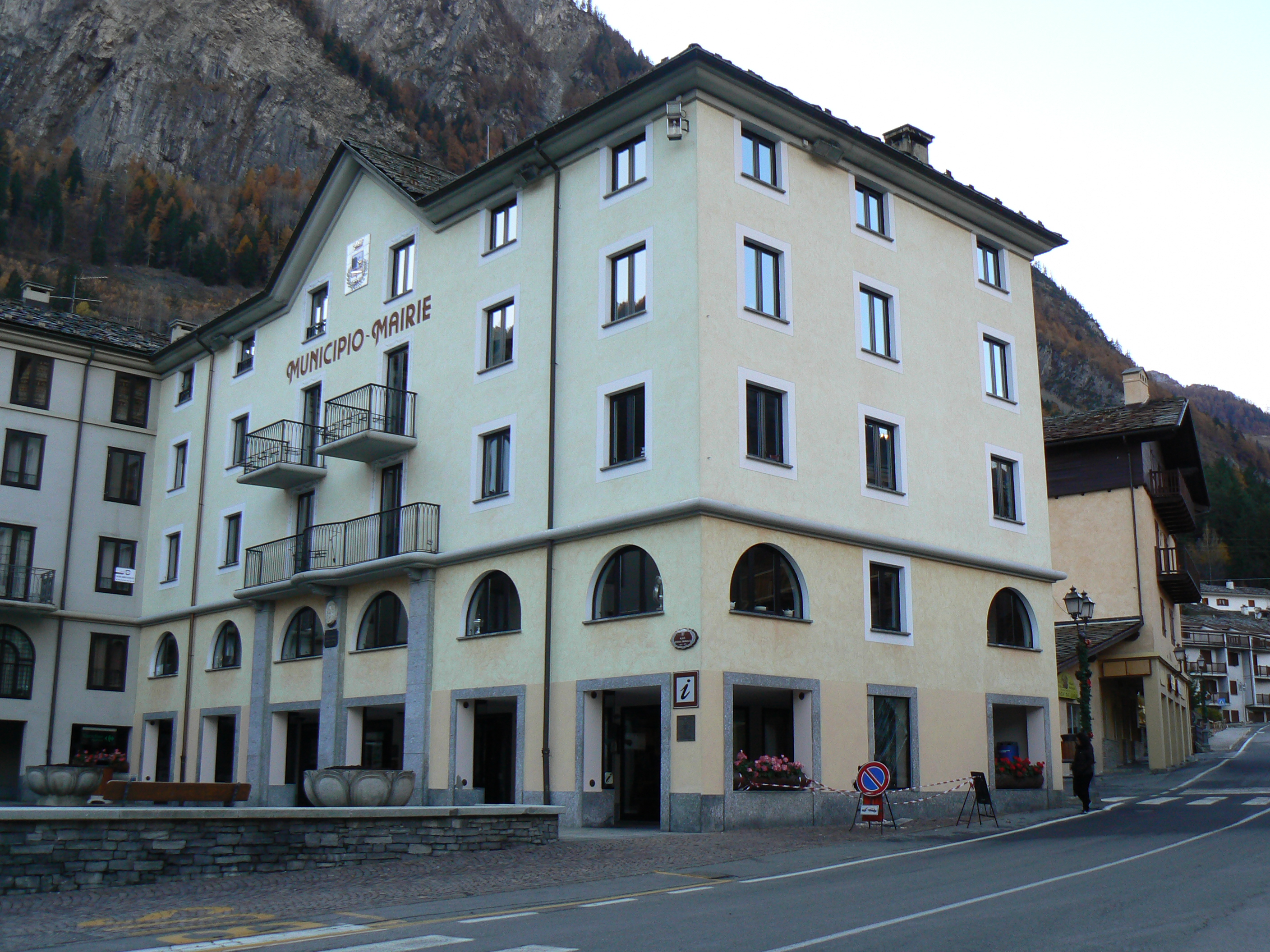
Il municipio.
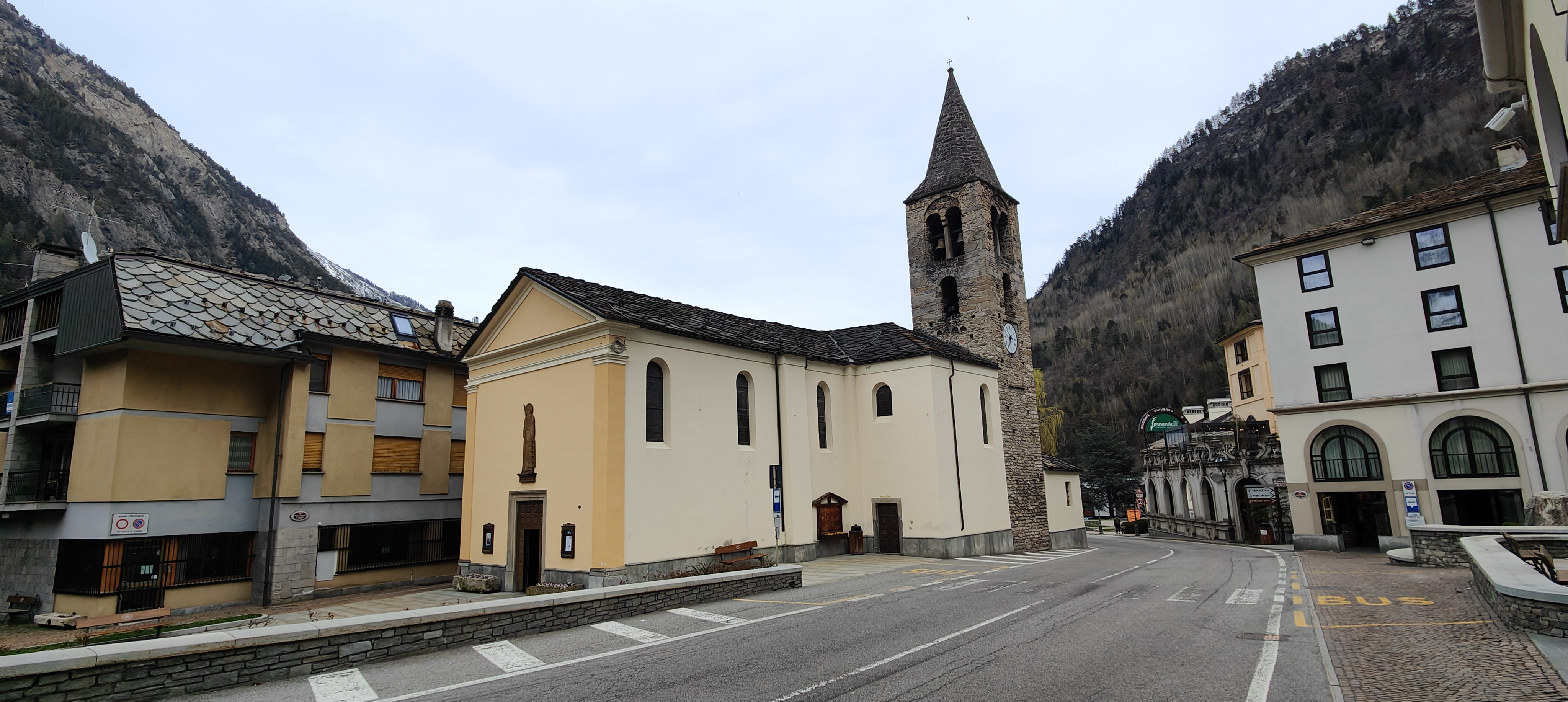
La chiesa parrocchiale di San Lorenzo, ricostruita nel secolo XV, fu ampliata nel 1891
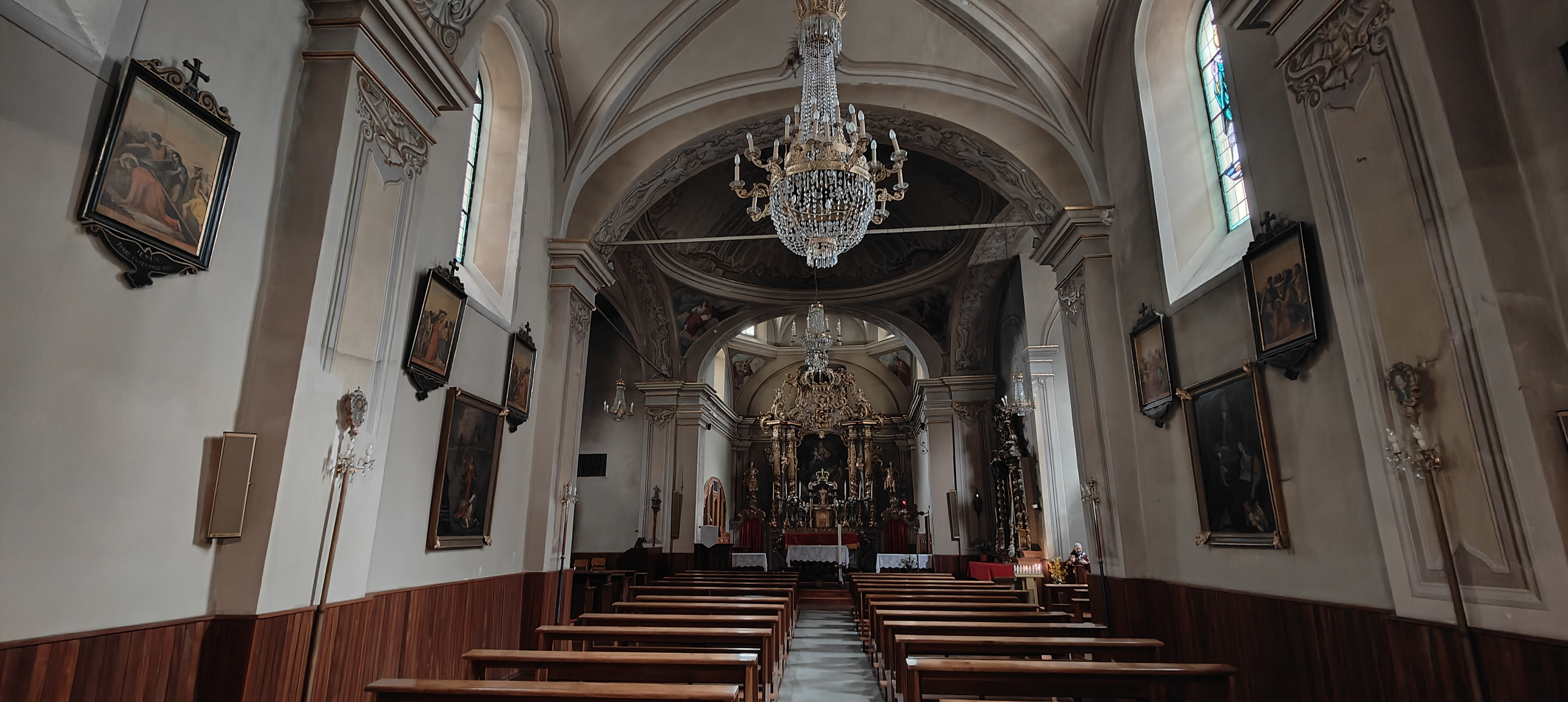
L'interno della chiesa è a navata unica. L'altare maggiore risale al XVIII secolo

## Infrastrutture e trasporti

### Ferrovie
Il paese ha una propria stazione ferroviaria a poche centinaia di metri dal centro, che funge da capolinea della ferrovia Aosta-Pré-Saint-Didier; tale linea nacque con scopi industriali e vi veniva svolto un servizio passeggeri regolare ad opera di Trenitalia, nell'ambito del contratto di servizio stipulato con la Regione Valle d’Aosta, che ha sospeso il servizio sull’intera tratta ferroviaria a partire dal 24 dicembre 2015. Attualmente, il servizio ferroviario sulla Ferrovia Aosta-Pré-Saint-Didier risulta quindi sospeso.

## Amministrazione
Pré-Saint-Didier fa parte dell'Unité des Communes valdôtaines Valdigne-Mont-Blanc.
Di seguito è presentata una tabella relativa alle amministrazioni che si sono succedute in questo comune.
| Periodo          | Periodo         | Primo cittadino  | Partito                               | Carica  | Note   |
| ---------------- | --------------- | ---------------- | ------------------------------------- | ------- | ------ |
| 26 febbraio 1988 | 24 maggio 1990  | Angelo Grange    | Autonomistes Démocrates Progressistes | Sindaco | [ 16 ] |
| 24 maggio 1990   | 29 maggio 1995  | Angelo Grange    | Autonomistes Démocrates Progressistes | Sindaco | [ 16 ] |
| 12 giugno 1995   | 8 maggio 2000   | Riccardo Bieller | Union Valdôtaine                      | Sindaco | [ 16 ] |
| 8 maggio 2000    | 9 maggio 2005   | Riccardo Bieller | lista civica                          | Sindaco | [ 16 ] |
| 9 maggio 2005    | 24 maggio 2010  | Riccardo Bieller | lista civica                          | Sindaco | [ 16 ] |
| 24 maggio 2010   | 10 maggio 2015  | Alessandra Uva   | lista civica                          | Sindaco | [ 16 ] |
| 11 maggio 2015   | 1 dicembre 2023 | Riccardo Bieller |                                       | Sindaco | [ 16 ] |

## Sport
In questo comune si gioca a palet, caratteristico sport tradizionale valdostano.
Nel comune ha inoltre sede un Parco Avventura, nonché un centro per fare rafting e kayak. Sono inoltre presenti percorsi per praticare trekking.